# Associazione Calcio Savigliano 1939-1940
Questa voce raccoglie le informazioni riguardanti l'Associazione Calcio Savigliano nelle competizioni ufficiali della stagione 1939-1940.

## Rosa
| N. |                   | Ruolo | Calciatore         |
| -- | ----------------- | ----- | ------------------ |
|    | Italia (bandiera) | C     | Sebastiano Barbero |
|    | Italia (bandiera) | D     | Enrico Biscaldi    |
|    | Italia (bandiera) | A     | G. Cortini         |
|    | Italia (bandiera) | A     | Bartolomeo Ellena  |
|    | Italia (bandiera) | C     | Costante Fabbri    |
|    | Italia (bandiera) | C     | Piero Foglia       |
|    | Italia (bandiera) | C     | Giuseppe Gardino   |
|    | Italia (bandiera) | D     | G. Giordano        |
|    | Italia (bandiera) | C     | Giuseppe Lanzetti  |
|    | Italia (bandiera) | A     | Ottavio Morino     |
|    | Italia (bandiera) | D     | Ettore Orlando     |

| N. |                   | Ruolo | Calciatore        |
| -- | ----------------- | ----- | ----------------- |
|    | Italia (bandiera) | D     | Valentino Pedrale |
|    | Italia (bandiera) | A     | Mario Piglia      |
|    | Italia (bandiera) | D     | Rinaldo Pretti    |
|    | Italia (bandiera) | D     | Emilio Re         |
|    | Italia (bandiera) | P     | Carlo Riposio     |
|    | Italia (bandiera) | A     | Giuseppe Rosso    |
|    | Italia (bandiera) | A     | B. Sobrero        |
|    | Italia (bandiera) | P     | Fulvio Sola       |
|    | Italia (bandiera) | C     | Filippo Soldati   |
|    | Italia (bandiera) | P     | Domenico Tamagno  |